# تويستد (مسلسل ويب)
تويستد (بالإنجليزية: Twisted) هو مسلسل ويب مثير هندي تم عرضه لأول مرة في 30 مارس 2017 وتم بثه على منصة جوسينما وتم بثه ايضًا على VB on the Web App. المسلسل من بطولة نيا شارما، ناميت خانا، راهول سودهير، تيا باجباي في الموسم الأول وفي الموسم الثاني من بطولة نيا شارما، راهول سودهير وديلناز إيراني. من إنتاج وكتابة فيكرام بهات ومن إخراج أنوبام سانتوش ساروج. ابنة فيكرام بهات، كريشنا بهات هي المديرة الإبداعية للمسلسل.

## القصة
يبدأ الموسم الأول بمقتل نينا رايتشاند، زوجة رانبير رايتشاند. قام ضباط إدارة التحقيقات الجنائية آريان ماثور وديشا أجروال بترشيح المشتبه بهم إلى رانبير رايتشاند وعارضة الأزياء علياء موخرجي، عشيقة رانبير. يركز باقي الموسم على رانبير وعلياء وقصة حبهما والبحث عن القاتل الحقيقي لـ نينا.
يبدأ الموسم الثاني بعد سنوات قليلة من انتهاء الموسم الأول. الآن علياء موخيرجي متورطة في قتل صديقها فينود. تم الكشف لاحقًا أن آريان، الذي أهدر حياته في محاولة اعتقال عالياء بسبب جرائم القتل، أصبح الآن محتال. يخطط للتغلب على عالياء في لعبتها الخاصة، وبالتالي تبدأ لعبة الحب والكراهية والقتل بين الاثنين. كلاهما مصمم على الفوز بأي تكلفة ضرورية.

## نظرة عامة
| الموسم | الحلقات | الحلقات | الأصلي        | الأصلي       |
| الموسم | الحلقات | الحلقات | الأول         | الأخير       |
| ------ | ------- | ------- | ------------- | ------------ |
| 1      | 11      | 11      | 30 مارس 2017  | 8 يونيو 2017 |
| 2      | 13      | 13      | 25 أبريل 2018 | بدأ          |

## فريق التمثيل

### الموسم 1
- نيا شارما بدور علياء موخرجي / سيما خانا
- ناميت خانا بدور رانبير رايتشاند
- تانفي فياس بدور نينا رايتشاند
- راهول سدير بدور آريان ماتور
- تيا باجباي بدور ديشا أغاروال
- غوراف ميشرا بدور ضابط
- فيشال ديف بدور موظف استقبال في الفندق
- أناميكا شوكلا بدور مذيعة الأخبار

### الموسم 2
- نيا شارما بدور علياء موخرجي / سيما خانا
- راهول سدير بدور آريان ماتور
- ديلناز إيراني بدور أرونيما
- شين كورانا بدور روشيني ميهتا
- عاشيت تشاترجي بدور فنان موسيقي بلا مأوى
- مانوسميت رنا بدور متسول

## الموسيقى التصويرية
| 1. | "Raat ki"    | 04:34 |
| 2. | "Aye Ajnabi" | 03:36 |
| 3. | "Hamnava"    | 03:40 |

### أغاني إضافية
بالإضافة إلى الموسيقى التصويرية الأصلية لهاريش ساجاني، يضم ألبوم تويستد 2 ثلاث أغنيات ليست جزءًا من الألبوم الأول «تويستد».
| 1. | "Chal Raha"         | 05:08 |
| 2. | "Chhod Ke Na Ja"    | 05:14 |
| 3. | "Pyaar Na Ho Jaaye" | 04:30 |